# La casa degli assi (seconda edizione)
La seconda edizione de La casa degli assi - chiamata anche La casa degli assi 2 - va in onda dal 31 marzo su Italia 1 per 5 settimane. La destinazione di questa edizione è Malta. Il vincitore si aggiudicherà il montepremi finale di 50.000 euro in gettoni d'oro.

## Il regolamento
Nell'arco di 5 settimane, 12 concorrenti ripresi dalle telecamere si cimentano in sfide sportive e di abilità, sia all'interno che all'esterno della villa in cui alloggiano. Ciascuno di loro riceve una quota iniziale di 15.000 chip, dotazione che può essere incrementata nel corso della trasmissione tramite sfide relazionate al poker sportivo, ma anche in prove fisiche e mentali che talvolta si svolgono in ambienti e contesti tipici del luogo.
Ogni settimana sono selezionati i concorrenti che parteciperanno al tavolo eliminatorio, dove potranno guadagnare ulteriori chip per aumentare le proprie possibilità di vittoria, o perderle fino ad essere eliminati dallo show. Il giocatore che detiene temporaneamente lo stack maggiore (chip leader) gode di alcuni privilegi, mentre il concorrente che ottiene risultati negativi (donk) nel corso della trasmissione può essere soggetto a penalizzazioni quali riduzioni dello stack oppure dormire in tenda.

## Il cast
In questa edizione ritroviamo di nuovo Luca Pagano come direttore della casa e Mariella Pellegrino come sport coach. Invece come poker coach abbiamo Pier Paolo Fabretti, già visto ai casting insieme a Giada Fang.

## Concorrenti
| Concorrente         | Età | Professione            | Luogo di nascita          | Qualificazione | Stato         |
| ------------------- | --- | ---------------------- | ------------------------- | -------------- | ------------- |
| Sabina Hiatullah    | 27  | Commessa               | Colonia                   | Online         | Vincitrice    |
| Steven Cocchi       | 46  | Operaio                | Riccò del Golfo di Spezia | Online         | Secondo Posto |
| Luca Moschella      | 35  | Ristoratore            | Condofuri                 | Casting        | Terzo posto   |
| Romina D'Agostino   | 33  | Blogger                | Benevento                 | Casting        | Quarto Posto  |
| Angelo Patanè       | 25  | Studente               | Palermo                   | Casting        | Quinto Posto  |
| Marco Giglio        | 25  | Operaio                | Modena                    | Casting        | Sesto Posto   |
|                     | 38  | Buyer                  | Desenzano del Garda       | Casting        | Eliminata     |
| Simona Toni         | 37  | Make up artist         | Foligno                   | Casting        | Eliminata     |
| Antonio Addario     | 46  | Responsabile sicurezza | Biel                      | Online         | Eliminato     |
| Jurij Mascherpa     | 33  | tour leader eventi     | Milano                    | Casting        | Eliminato     |
| Marco Aloe          | 24  | Studente               | Andali                    | Online         | Eliminato     |
| Anna Tarantino      | 32  | Baby-sitter            | Roma                      | Casting        | Eliminata     |
| Emanuele Galli      | 27  | investigatore privato  | Bologna                   | Casting        | Eliminato     |
|                     | 19  |                        |                           |                |               |
| Ivan Maiocchi       | 38  | Parrucchiere           | Pavia                     | Online         | Espulso       |
| Alessandro Ceparano | 33  | PR                     | Cassino                   | Casting        | Eliminato     |
| Federico Facciponte | 42  | Muratore               | Torino                    | Online         | Ritirato      |
| Luigi Mansueto      | 25  | Magazziniere           | Bari                      | Online         | Eliminato     |
| Victoria Solovei    | 25  | Fotomodella            | Soroca                    | Casting        | Eliminata     |

## Tabella delle eliminazioni
|             | Primo Tavolo | Secondo Tavolo | Terzo Tavolo | Quarto Tavolo | Quinto Tavolo | Quinto Tavolo | Sesto Tavolo | Sesto Tavolo | Tavolo Finale |
| Chip leader | Jurij        | Romina         | Romina       | Romina        | Marco G.      | Marco G.      | Sabina       | Sabina       | Sabina        |
| ----------- | ------------ | -------------- | ------------ | ------------- | ------------- | ------------- | ------------ | ------------ | ------------- |
| Sabina      | Non in gara  | Al tavolo      | Salva        | Salva         | Salva         | Al tavolo     | Salva        | Salva        | Vincitrice    |
| Steven      | Non in gara  | Non in gara    | Non in gara  | Non in gara   | Non in gara   | Al tavolo     | Al tavolo    | Salvo        | Secondo posto |
| Luca        | Al tavolo    | Salvo          | Salvo        | Salvo         | Salvo         | Salvo         | Salvo        | Al tavolo    | Terzo posto   |
| Romina      | Al tavolo    | Salva          | Salva        | Salva         | Salva         | Al tavolo     | Salva        | Al tavolo    | Quarto posto  |
| Angelo      | Salvo        | Salvo          | Al tavolo    | Al tavolo     | Salvo         | Salvo         | Salvo        | Al tavolo    | Quinto posto  |
| Marco G.    | Al tavolo    | Salvo          | Al tavolo    | Al tavolo     | Salvo         | Salvo         | Salvo        | Al tavolo    | Sesto posto   |
| Carlotta    | Salva        | Al tavolo      | Al tavolo    | Al tavolo     | Salva         | Salva         | Salva        | Al tavolo    | ELIMINATA     |
| Simona      | Salva        | Al tavolo      | Salva        | Salva         | Al tavolo     | Salva         | Salva        | Al tavolo    | ELIMINATA     |
| Antonio     | Non in gara  | Non in gara    | Non in gara  | Al tavolo     | Salvo         | Al tavolo     | Al tavolo    | ELIMINATO    | ELIMINATO     |
| Jurij       | Salvo        | Salvo          | Immune       | Salvo         | Salvo         | Al tavolo     | ELIMINATO    | ELIMINATO    | ELIMINATO     |
| Marco A.    | Non in gara  | Non in gara    | Non in gara  | Non in gara   | Non in gara   | Al tavolo     | ELIMINATO    | ELIMINATO    | ELIMINATO     |
| Anna        | Salva        | Al tavolo      | Salva        | Salva         | Al tavolo     | ELIMINATA     | ELIMINATA    | ELIMINATA    | ELIMINATA     |
| Emanuele    | Salvo        | Al tavolo      | Al tavolo    | Al tavolo     | ELIMINATO     | ELIMINATO     | ELIMINATO    | ELIMINATO    | ELIMINATO     |
|             |              |                |              |               |               |               |              |              |               |
| Ivan        | Non in gara  | Non in gara    | Al tavolo    | ESPULSO       | ESPULSO       | ESPULSO       | ESPULSO      | ESPULSO      | ESPULSO       |
| Alessandro  | Salvo        | Al tavolo      | ELIMINATO    | ELIMINATO     | ELIMINATO     | ELIMINATO     | ELIMINATO    | ELIMINATO    | ELIMINATO     |
| Federico    | Al tavolo    | RITIRATO       | RITIRATO     | RITIRATO      | RITIRATO      | RITIRATO      | RITIRATO     | RITIRATO     | RITIRATO      |
| Luigi       | Al tavolo    | ELIMINATO      | ELIMINATO    | ELIMINATO     | ELIMINATO     | ELIMINATO     | ELIMINATO    | ELIMINATO    | ELIMINATO     |
| Victoria    | Al tavolo    | ELIMINATA      | ELIMINATA    | ELIMINATA     | ELIMINATA     | ELIMINATA     | ELIMINATA    | ELIMINATA    | ELIMINATA     |

     Il concorrente si è qualificato online e deve giocare obbligatoriamente al tavolo
     Il concorrente è stato scelto dal direttore della casa per giocare al tavolo
     Il concorrente è il chip leader della settimana e decide di non giocare al tavolo
     Il concorrente è il chip leader della settimana e decide di sedersi al tavolo,ma non viene scelto dal direttore per giocare
     Il concorrente è immune dal giocare al tavolo di eliminazione
     Il concorrente decide di giocare al tavolo di eliminazione
     Il concorrente è stato ripescato e deve giocare al tavolo
     Il concorrente partecipa ad un heads up

## Curiosità
- Ai casting di questa edizione partecipa Luca Tassinari, il quale ha partecipato già ad un altro reality show, La pupa e il secchione.

- Per la prima volta nel programma partecipa un concorrente transessuale, Simona Toni.

- Durante la terza settimana di permanenza è stata scoperta una grave irregolarità da parte di un concorrente online, Ivan Maiocchi. Durante la sua permanenza nella casa, la moglie ha giocato alcuni tornei con il suo account. In conseguenza di ciò il concorrente è stato squalificato, il tavolo di eliminazione precedente si è dovuto rifare con gli stessi concorrenti, anche quelli eliminati, e le chip di tutti i concorrente sono state portate a quelle del terzo tavolo di eliminazioni.